# Силой, Сонни
Ян Якобюс (Сонни) Силой (нидерл. Jan Jacobus ("Sonny") Silooy; род. 31 августа 1963, Роттердам, Южная Голландия) — нидерландский футболист, правый защитник. Известен по выступлениям за «Аякс» и сборную Нидерландов.

## Клубная карьера
Силой начал профессиональную карьеру в «Аяксе». 3 мая 1981 года в матче против «Спарты» он дебютировал в Эредивизи. В сезоне 1983/1984 Сонни завоевал место в основе амстердамского клуба. В 1987 году Силой перешёл во французский «Расинг». Парижский клуб планировал привлечь звёздных футболистов, но проект прогорел и уже в 1989 году Сонни вернулся в «Аякс». Перед началом сезона он порвал крестообразные связки и был полтора года вне игры. В составе амстердамского клуба Силой шесть раз выиграл чемпионат, четыре раза Кубок Нидерландов и завоевал Кубок кубков, Суперкубкок УЕФА, Межконтинентальный кубок, а также стал обладателем Кубка УЕФА.
В 1996 году Сонни перешёл в «Арминию» из Билефельда. В Германии он провёл полтора года, а после истечения контракта вернулся на родину в «Де Графсхап». Силой был капитаном команды и по окончании сезона завершил карьеру. В 2006 году он стал тренером.

## Международная карьера
В 1983 году в составе молодёжной сборной Нидерландов Силой дошёл до 1/4 молодёжного чемпионата мира в Мексике. 12 октября в отборочном матче чемпионата Европы 1984 против сборной Ирландии он дебютировал за сборную Нидерландов. В 1988 году Сонни должен был принять участие в победном для Нидерландов чемпионате Европы, но перед самым турниром сломал глазницу. Также из-за травм Силой пропустил чемпионат мира 1990 и Европы 1992 года. В 1994 году он не попал в окончательную заявку на поездку на турнир по решению тренера.

## Статистика

### Матчи Силоя за сборную Нидерландов
| Матчи Силоя за сборную Нидерландов | Матчи Силоя за сборную Нидерландов | Матчи Силоя за сборную Нидерландов | Матчи Силоя за сборную Нидерландов | Матчи Силоя за сборную Нидерландов | Матчи Силоя за сборную Нидерландов |
| ---------------------------------- | ---------------------------------- | ---------------------------------- | ---------------------------------- | ---------------------------------- | ---------------------------------- |
| №                                  | Дата                               | Соперник                           | Счёт                               | Голы Силоя                         | Соревнование                       |
| 1                                  | 12 октября 1983                    | Ирландия                           | 3:2                                | —                                  | Чемпионат Европы 1984 (отбор)      |
| 2                                  | 14 марта 1984                      | Дания                              | 6:0                                | —                                  | Товарищеский матч                  |
| 3                                  | 17 октября 1984                    | Венгрия                            | 1:2                                | —                                  | Чемпионат мира 1986 (отбор)        |
| 4                                  | 20 ноября 1985                     | Бельгия                            | 2:1                                | —                                  | Чемпионат мира 1986 (отбор)        |
| 5                                  | 12 марта 1986                      | ГДР                                | 1:0                                | —                                  | Товарищеский матч                  |
| 6                                  | 29 апреля 1986                     | Шотландия                          | 0:0                                | —                                  | Товарищеский матч                  |
| 7                                  | 14 мая 1986                        | ФРГ                                | 1:3                                | —                                  | Товарищеский матч                  |
| 8                                  | 10 сентября 1986                   | Чехословакия                       | 0:1                                | —                                  | Товарищеский матч                  |
| 9                                  | 15 октября 1986                    | Венгрия                            | 1:0                                | —                                  | Чемпионат Европы 1988 (отбор)      |
| 10                                 | 19 ноября 1986                     | Польша                             | 0:0                                | —                                  | Чемпионат Европы 1988 (отбор)      |
| 11                                 | 21 декабря 1986                    | Кипр                               | 2:0                                | —                                  | Чемпионат Европы 1988 (отбор)      |
| 12                                 | 21 января 1987                     | Испания                            | 1:1                                | —                                  | Товарищеский матч                  |
| 13                                 | 25 марта 1987                      | Греция                             | 1:1                                | —                                  | Чемпионат Европы 1988 (отбор)      |
| 14                                 | 29 апреля 1987                     | Венгрия                            | 2:0                                | —                                  | Чемпионат Европы 1988 (отбор)      |
| 15                                 | 9 сентября 1987                    | Бельгия                            | 0:0                                | —                                  | Товарищеский матч                  |
| 16                                 | 14 октября 1987                    | Польша                             | 2:0                                | —                                  | Чемпионат Европы 1988 (отбор)      |
| —                                  | 28 октября 1987                    | Кипр                               | 8:0 (аннулирован)                  | —                                  | Товарищеский матч                  |
| 17                                 | 9 декабря 1987                     | Кипр                               | 4:0                                | —                                  | Чемпионат Европы 1988 (отбор)      |
| 18                                 | 23 марта 1988                      | Англия                             | 2:2                                | —                                  | Товарищеский матч                  |
| 19                                 | 19 октября 1988                    | ФРГ                                | 0:0                                | —                                  | Чемпионат мира 1990 (отбор)        |
| 20                                 | 16 ноября 1988                     | Италия                             | 0:1                                | —                                  | Товарищеский матч                  |
| 21                                 | 4 января 1989                      | Израиль                            | 2:0                                | —                                  | Товарищеский матч                  |
| 22                                 | 23 сентября 1992                   | Норвегия                           | 1:2                                | —                                  | Чемпионат мира 1994 (отбор)        |
| 23                                 | 16 декабря 1992                    | Турция                             | 3:1                                | —                                  | Чемпионат мира 1994 (отбор)        |
| 24                                 | 24 февраля 1993                    | Турция                             | 3:1                                | —                                  | Чемпионат мира 1994 (отбор)        |

Итого (без учёта аннуллированных матчей): 24 матча / 0 голов; 12 побед, 7 ничьих, 5 поражений.

## Достижения
Командные
«Аякс»
- Чемпионат Нидерландов по футболу — 1981/82, 1982/83, 1984/85, 1989/90, 1993/94, 1995/96
- Обладатель Кубка Нидерландов — 1982/83, 1985/86, 1986/87, 1995/96
- Обладатель Суперкубка Нидерландов — 1993, 1994, 1995
- Обладатель Кубка обладателей кубков — 1986/1987
- Обладатель Кубка УЕФА — 1991/1992
- Обладатель Суперкубка УЕФА — 1995
- Обладатель Межконтинентального кубка — 1995